# The Night Watch
Đại đội dân quân quận II dưới sự chỉ huy của đại úy Frans Banninck Cocq, còn được gọi là Đại đội bắn súng Frans Banning Cocq và Willem van Ruytenburch, nhưng thường được gọi là The Night Watch (tiếng Hà Lan: De Nachtwacht), là một bức tranh năm 1642 của Rembrandt van Rijn. Nó nằm trong bộ sưu tập của Bảo tàng Amsterdam nhưng được trưng bày nổi bật trong Rijksmuseum như bức tranh nổi tiếng nhất trong bộ sưu tập của bảo tàng này. The Night Watch là một trong những bức tranh thời kỳ hoàng kim nổi tiếng nhất của Hà Lan.
Bức tranh nổi tiếng với ba điều: kích thước khổng lồ của nó (363 cm × 437 cm (11,91 ft × 14,34 ft)), việc sử dụng mạnh mẽ của cả ánh sáng và bóng tối (chủ nghĩa tenebrism) và nhận thức về chuyển động trong những gì theo truyền thống là một bức chân dung nhóm quân sự tĩnh. Bức tranh được hoàn thành vào năm 1642, vào thời kỳ đỉnh cao của Thời đại hoàng kim Hà Lan. Nó mô tả một schutterj cùng tên đi ra ngoài, dẫn đầu là Đại úy Frans Banninck Cocq (mặc đồ đen, đeo khăn quàng đỏ) và trung úy Willem van Ruytenburch (mặc áo vàng, đeo khăn choàng màu trắng). Với việc sử dụng hiệu quả ánh sáng mặt trời và bóng râm, Rembrandt dẫn mắt của người xem đến ba nhân vật quan trọng nhất trong đám đông: hai người đàn ông ở trung tâm (từ đó bức tranh có được tiêu đề ban đầu) và người phụ nữ ở phía giữa bên trái mang theo một con gà. Đằng sau họ, màu sắc của công ty được mang theo bởi người biểu tình, Jan Visscher Cornelissen. Các hình người có kích thước gần như thật.
Rembrandt đã hiển thị biểu tượng truyền thống của các arquebusiers một cách tự nhiên, với người phụ nữ trong nền mang các biểu tượng chính. Cô ấy là một loại linh vật; móng vuốt của một con gà chết trên thắt lưng của cô ấy tượng trưng cho clauweniers (arquebusiers), khẩu súng lục đằng sau con gà tượng trưng cho cỏ ba lá và cô ấy đang cầm chiếc cốc của dân quân. Người đàn ông trước mặt cô đang đội mũ sắt với một chiếc lá sồi, một mô típ truyền thống của các arquebusiers. Con gà chết cũng có nghĩa là đại diện cho một kẻ thù bị đánh bại. Màu vàng thường gắn liền với chiến thắng.